# 哈通普卡拉山
13°26′23″S 71°53′18″W / 13.43972°S 71.88833°W

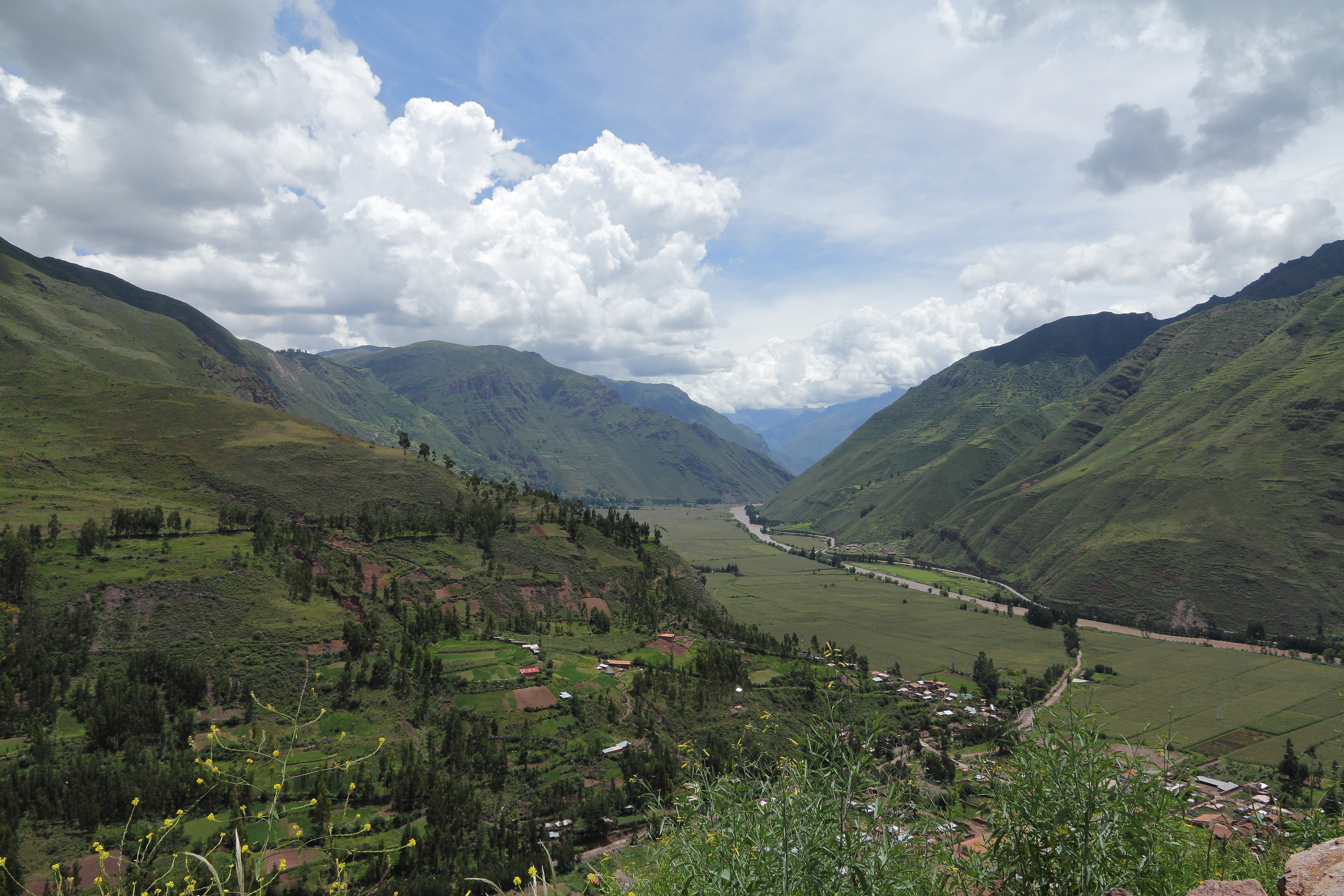

哈通普卡拉山（Hatun Pukara），是秘魯的山峰，位於該國南部庫斯科大區，由科亞區和塔賴區負責管轄，屬於安地斯山脈的一部分，海拔高度約4,000米。